# Afrikas Radsportler des Jahres

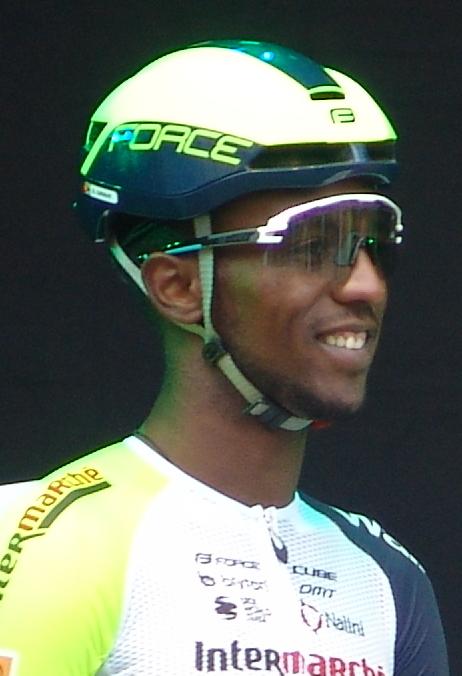
Biniam Girmay wurde von 2020 bis 2022 drei Mal in Folge Afrikas Radsportler

Afrikas Radsportler des Jahres wird seit 2012 jährlich gewählt. Eingeführt wurde die Ehrung von den Organisatoren des gabunischen Radrennens Tropicale Amissa Bongo. Die Entscheidung wird von einer vielköpfigen Jury getroffen, zu der renommierte Radsportler gehören. Im Jahr 2014 bestand die Jury aus 21 Personen, darunter Chris Froome und Bernard Hinault.
Biniam Girmay wurde 2022 zum dritten Mal in Folge zu Afrikas Radsportler des Jahres gewählt, nachdem er als erster Afrikaner in diesem Jahr eine Etappe einer Grand Tour, nämlich des Giro d’Italia, gewonnen hatte sowie ein UCI-WorldTour-Rennen, den Frühjahrsklassiker Gent–Wevelgem. Damit ging die Auszeichnung in 13 Jahren neun Mal an Radsportler aus Eritrea.

## Preisträger
- 2012  Natnael Berhane
- 2013  Louis Meintjes
- 2014  Mekseb Debesay
- 2015  Daniel Teklehaimanot
- 2016  Issak Tesfom Okubamariam
- 2017  Louis Meintjes
- 2018  Joseph Areruya
- 2019  Daryl Impey
- 2020  Biniam Girmay
- 2021  Biniam Girmay
- 2022  Biniam Girmay
- 2023  Henok Mulubrhan
- 2024  Biniam Girmay